# دير روتي
دير روتي (بالألمانية: Prämonstratenserkloster Rüti) كان ديرًا سابقًا لـ دير بريمونستراتنسيانس، تأسس في عام 1206 وقمع في عام 1525 بمناسبة الإصلاح في زيورخ، ويقع في بلدية روتي في كانتون زيورخ، سويسرا. كانت كنيسة الدير مكان الراحة الأخير لكونتات توجينبورغ، ومن بينهم الكونت فريدريش السابع و 13 عضوًا آخر من عائلة توجينبورغ، وعائلات نبيلة أخرى. بين عامي 1206 و 1525، كان الدير يتألف من 14 كنيسة مدمجة وصاحب أراضي وعقارات واسعة في 185 بلدة.

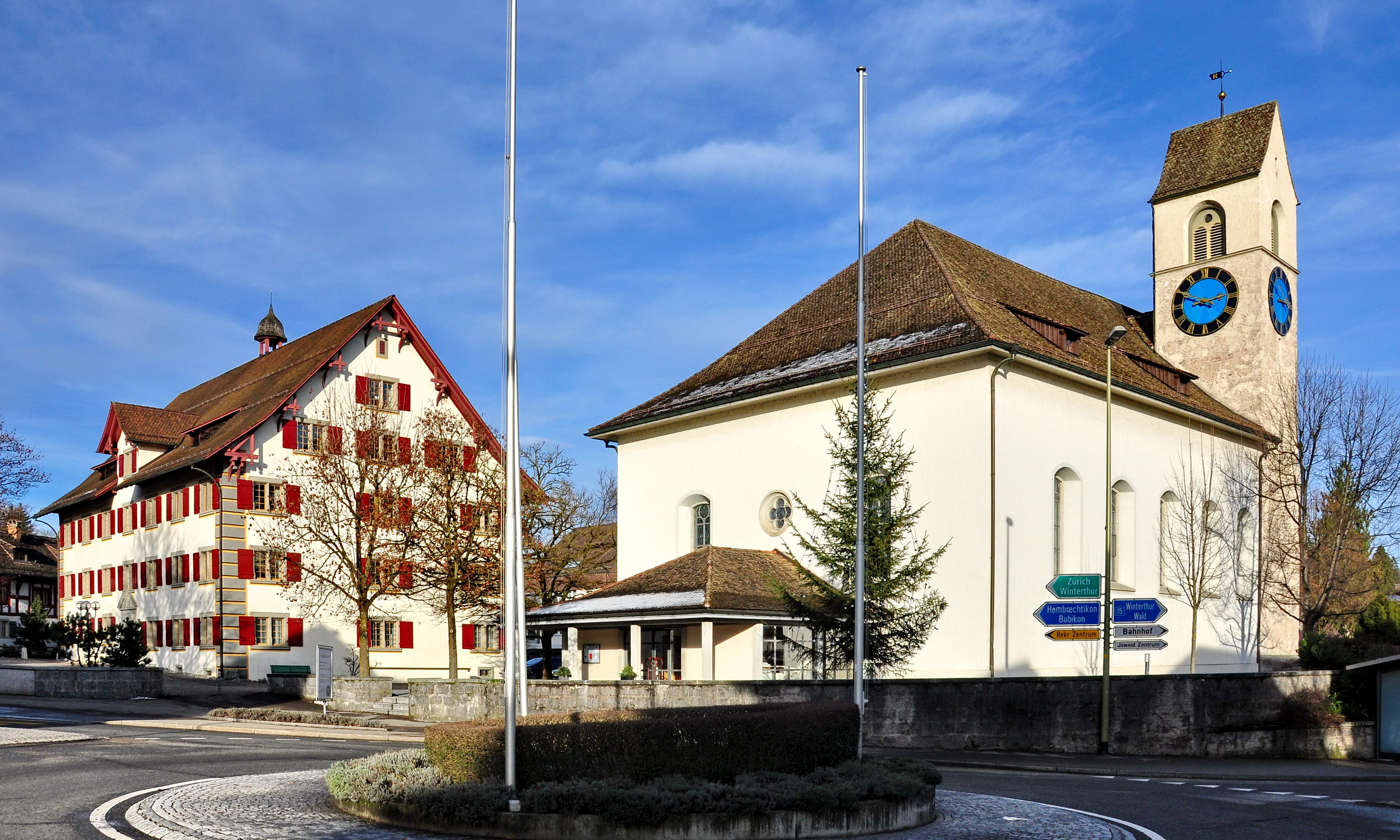
أمتهاوس وكنيسة الدير السابق

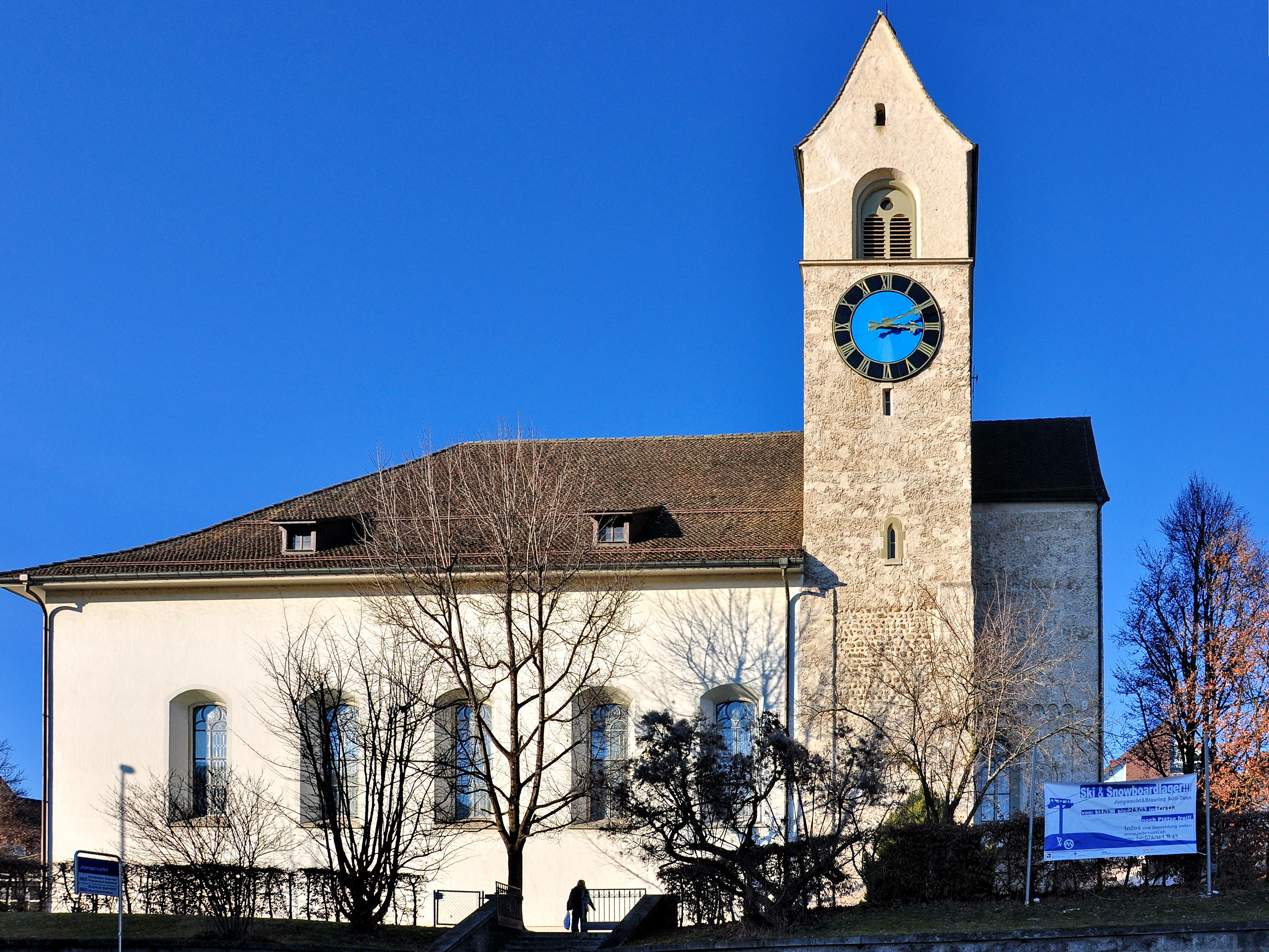
كما رأينا من باندويسشتراسه

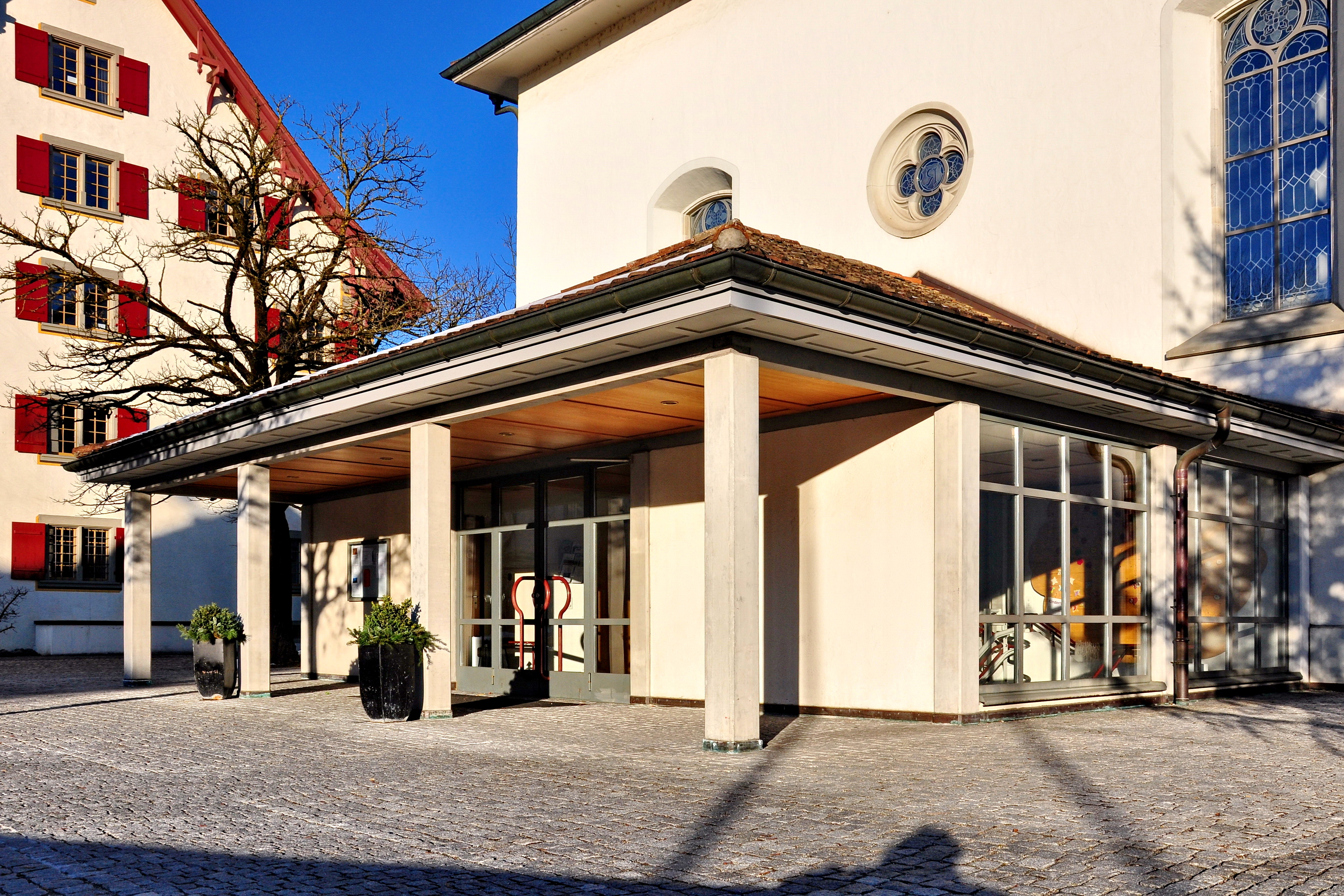
قاعة مدخل كنيسة الدير السابق حيث كان يوجد قبو دفن كونتس توجينبورغ

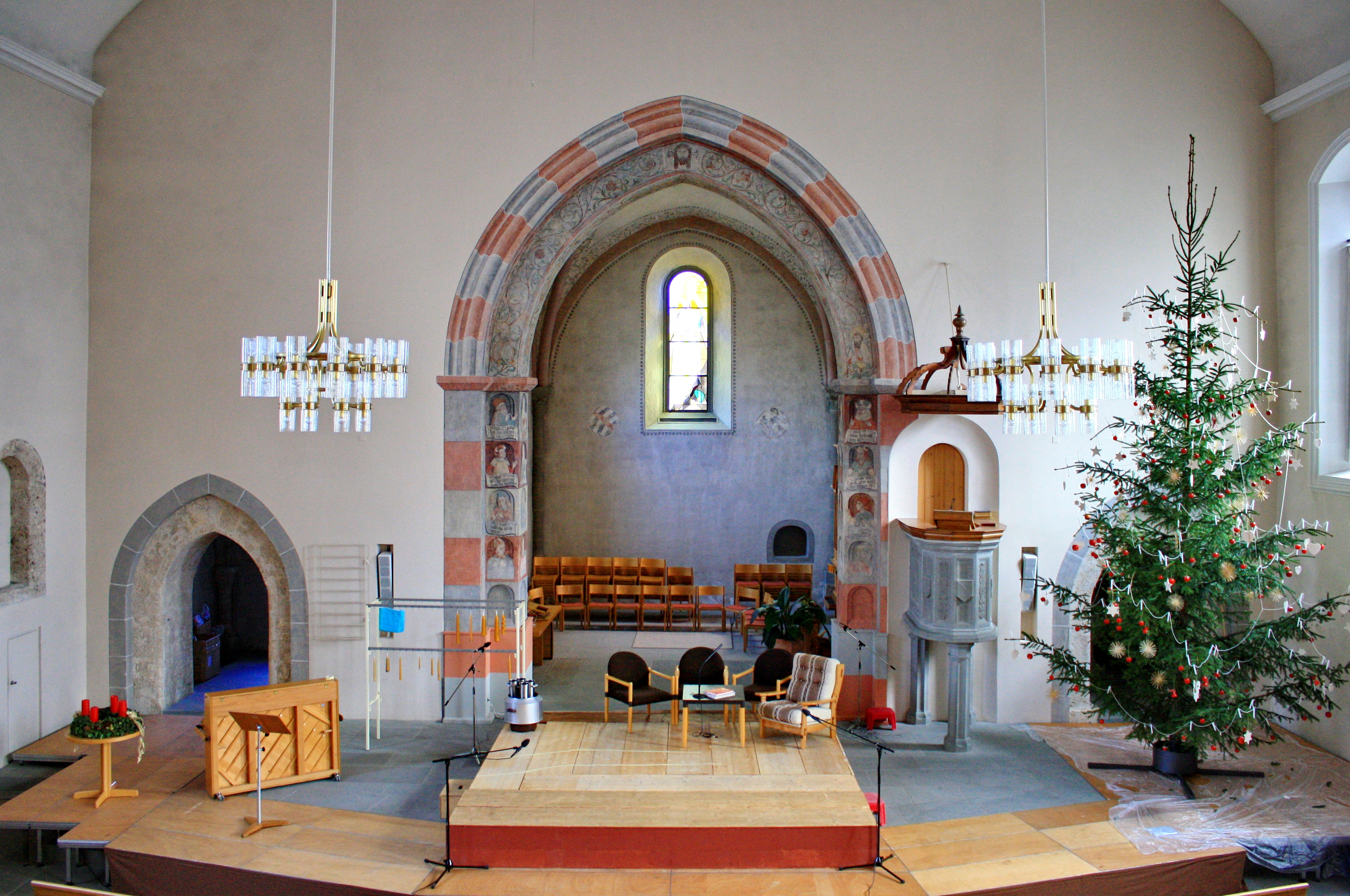
الداخلية على التوالي حنية كنيسة روتي

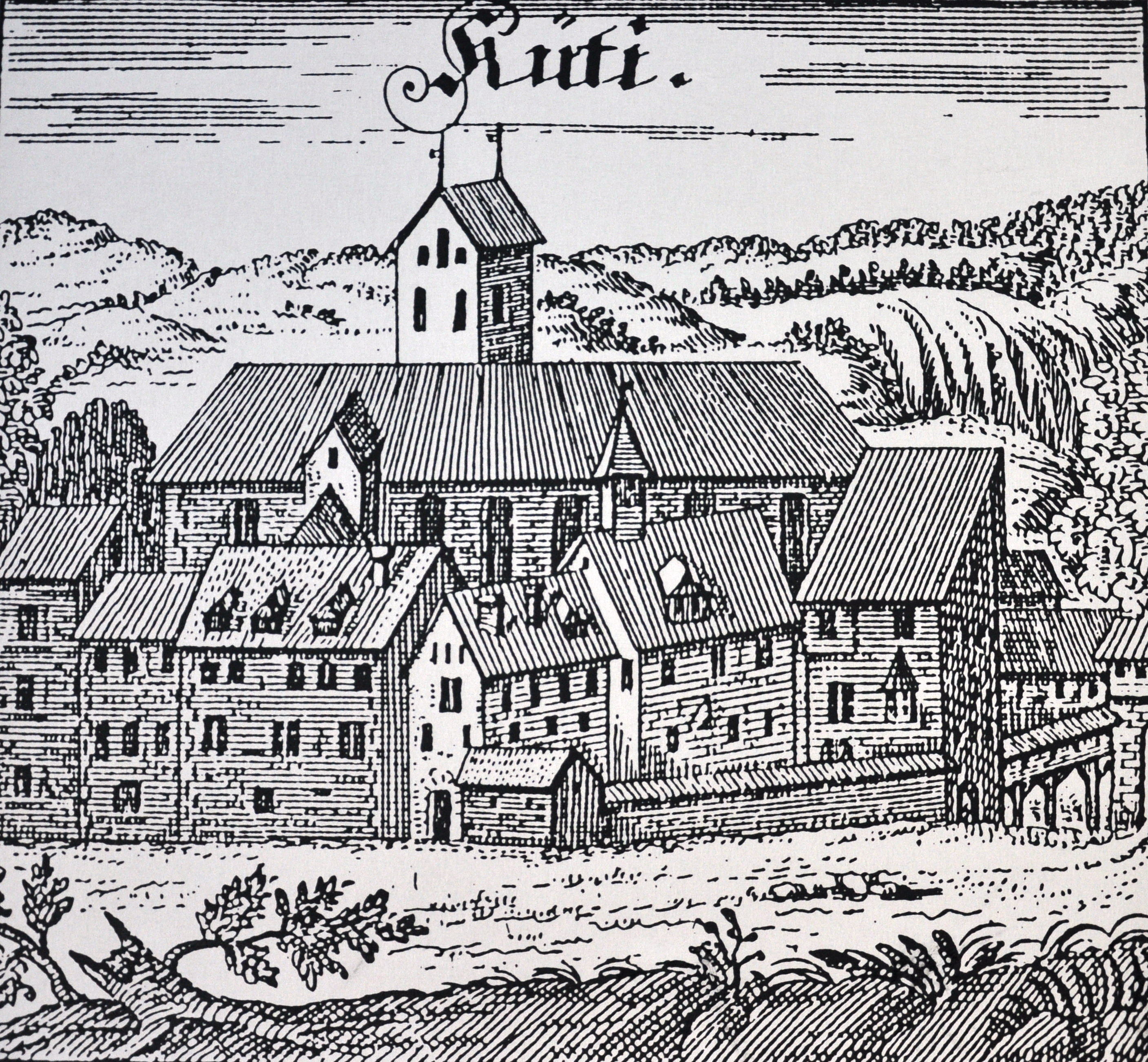
رسم يوهان ملكيور فوسلي (1700)

## تاريخ
في عام 1206، سلمت ملكية الدير من قبل ليوتولد الرابع، كونت ريجنسبيرج، وأكدها في 6 مايو 1219 من قبل شقيقه، إبرهارد، رئيس أساقفة سالزبورغ. نقلت الكنيسة والحقوق من قبل رودولف الأول فون رابيرسويل وديثيلم من توغينبورغ إلى الدير في عام 1229. في شبه جزيرة زيورخ العليا في أوبربولنغن، ذكرت كنيسة القديس نيكولاس، حيث إنشئ في حوالي عام 1229 دير سيسترسية صغير (فيما بعد بريمنستراتينسيان) من قبل كونتات رابيرسويل. تشير التقديرات إلى أن الدير كان (إداريًا) جزءًا من دير روتي؛ في عام 1267 وحد مع دير ماريازيل ورمسباخ القريب.
تأسس دير روتي في البداية كفرع من دير بريمستراتنسيان في تشورفالدن، وقد وضع من قبل أسقف كونستانس عام 1230 في دير فايسناو (مينديراو) وكان جزءًا من المنطقة الإدارية زركاريا شوابيا. بدأ بناء كاتدرائية الدير عام 1214 وربما انتهى عام 1283. في عام 1286، ولأسباب مالية، اضطرت الكونتيسة إليزابيث فون رابرزويل إلى بيع مزرعة مزرعتها في أوبيردورن بما في ذلك الحقوق المرتبطة بها (ولا سيما المحاكم الدنيا) إلى دير روتي. لكن عائلة رابرزويل دعمت أيضًا دير روتي في العقود التالية، لذلك قام يوهان الثاني، ابن يوهان الأول، بتعيين ملكية وجميع الحقوق باسم أشقائه الصغار في 17 يونيو 1340.
منح الدير المال والسلع بسخاء من قبل العائلات الأرستقراطية في شمال شرق سويسرا، مما مكنه من شراء حقوق كنائس أبرشية وعقارات إضافية، من بينها في أدورف من قبل عائلة لاندنبرغ، غرايفينسي في عام 1358، وباسرسدورف، دونتن، إلزاو المقيمون في عام 1398،  إيرلنباخ، إيشنباخ، إشليكون، فيرالتوف، فيشنتال، غوصاو، هينفيل (سويسرا)، هوفشتيتن، مونخالتورف، نيوبرون، توربنتال، رابيرسويل، زيغريبن، أوستر في 1438،  في اوزبن، أوستر عام 1438، ويل دريبرينن، فينترتور، زوليكربيرج، زوليكون وزيوريخ. عن طريق الهدايا والشراء والتبادل، وسع دير روتي ملكيته، وتركز في أوائل القرن الخامس عشر في روتي (فيراخ وأوبردورنتين)، بين غرايفينسي وعلى الشاطئ الشمالي الشرقي على ما يسمى أوبرسي، الجزء العلوي من زيورخ (بحيرة زيورخ)). كانت روتي نقطة انطلاق مهمة على طول سانتياغو (طريق سانت جيمس) المؤدي عبر رابيرسويل والجسر الخشبي في بحيرة سد البحر التي تعبر إلى دير اينسيديلن.
وثيقة فريدة تتعلق بأحد أعضاء دير روتي: في 5 ديسمبر 1374 أعلن بيلغري فون كلوتين أنه وابنته الشرعية مارغريت بيرتشينغر لا يرفعان أي مطالبات بأرض مختومة من قبل فوغت رابيرسويل.
في عام 1408 أصبحت قرية روتي والدير تحت حكم حكومة مدينة زيورخ كجزء مما يسمى غرونينغن (سويسرا). من بين العديد من عمليات نقل الأراضي والبضائع، في 12 مايو 1433، أكد هايني مورير فون غرونينغن وزوجته آنا كيلر نقل أراضيهم في جزيرة لوتزيلنوو مقابل 100 عملة الجنيه الإسترليني بفينيج زورشر إلى أبوت جون ودير دير روتي، بما في ذلك العديد من المباني والأراضي في سيادة غرونينجن، وأكدت الوثيقة أيضًا رغبة الزوجين في التسجيل في كتب الذكرى السنوية في الدير (بالألمانية: Jahrzeitbuch).
في 11 يونيو 1443، نهب اللصوص من الاتحاد السويسري القديم الدير في حرب زيورخ القديمة، ودنست قبور الكونت فريدريش السابع من توغينبورغ، ومن بينهم كونت ثيرشتاين ونبلاء آخرون: التقى الدمار الذي لحق بالدير بالدير ماديًا ومثاليًا. أدى نهب المنطقة إلى إضعاف القصر الرهباني، كما أدى تدنيس القبور إلى تقليص أهمية الدير كمكان دفن مفضل للنبلاء. ظلت ذاكرة للعائلات النبيلة سليمة إلى حد كبير خلال الإصلاح في زيورخ إلى هدم قبو مصلى توجينبورغ والبناء الجديد الجزئي لكنيسة روتي الإصلاحية الحالية في 1771.

## مدافن في دير روت

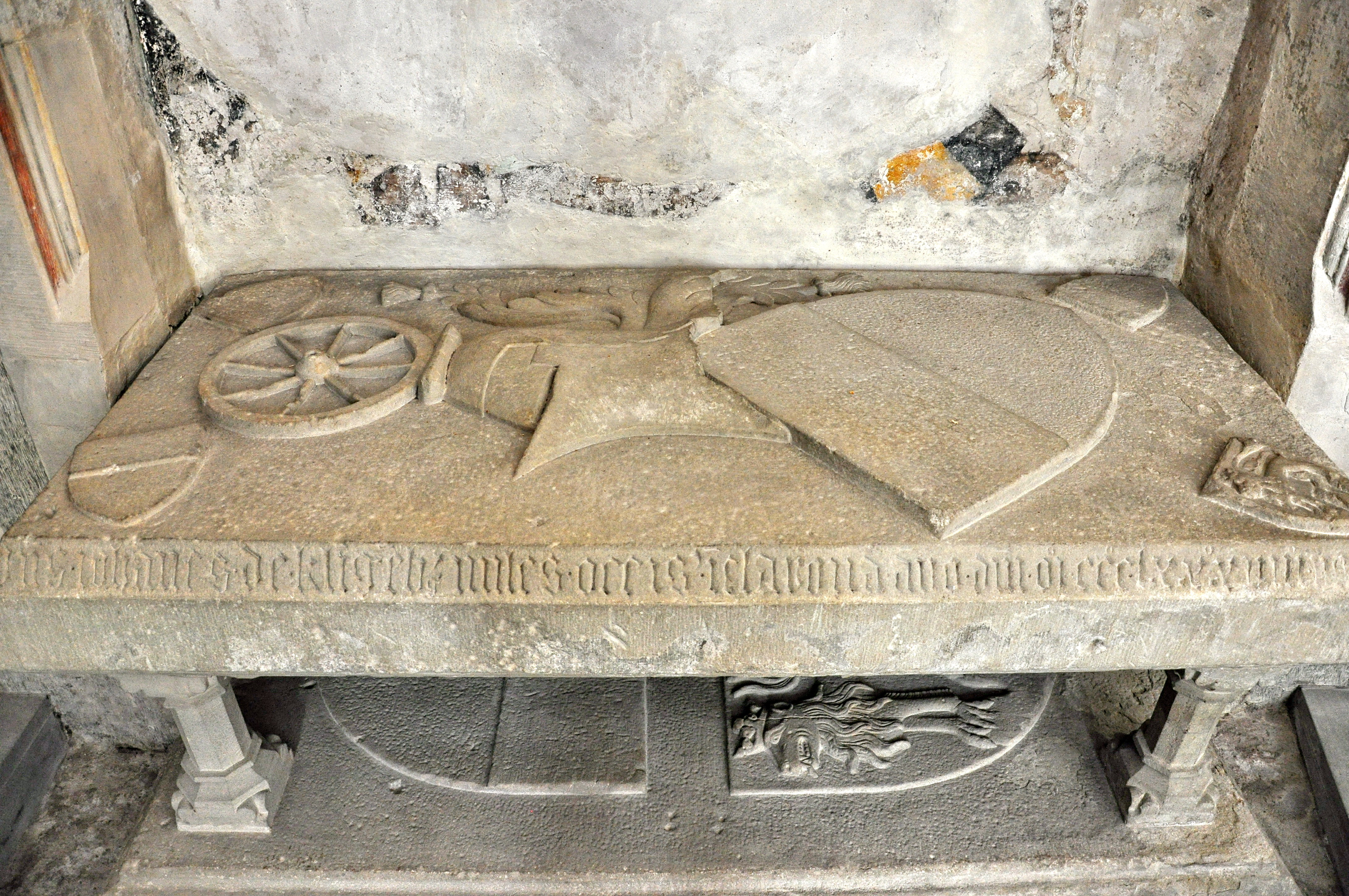
حجر ليدجر للفارس يوهان فون كلينجينبيرج

في 29 نوفمبر 1389، بعد سبعة أشهر من معركة نافيلز، قام رئيس الدير بيلجيري فون واجنبرج بنقل حوالي 100 جثة (في الواقع، عظامهم) للفرسان والجنود السويسريين النمساويين، من بينهم شقيقه يوهان فون كلينجنبرج، من ساحة المعركة وأعيد دفنها (معظمهم في مقبرة جماعية داخل الكنيسة) في دير روتي. دفن أفراد عائلة توغينبورغ في ما يسمى سرداب توغينبورغ، وهو قبو دفن حيث يعتبر اليوم قاعة مدخل الكنيسة. بالإضافة إلى ذلك، كان هناك عدد كبير من أفراد العائلات النبيلة / الفرسان الذين يعيشون في الجوار (باستثناء عائلة ريغنسبرغ (ألمانيا)) وعائلات أمتسمان الأخير، ممثلي مدينة زيورخ بين 1525 و 1789. فقد أو دمر معظم شواهد النبلاء في يونيو 1443 من قبل القوات السويسرية في حرب زيورخ القديمة، أو أعيد استخدامها للمباني وما إلى ذلك.

## كونتات توغينبورغ وإليزابيث فون ماتش

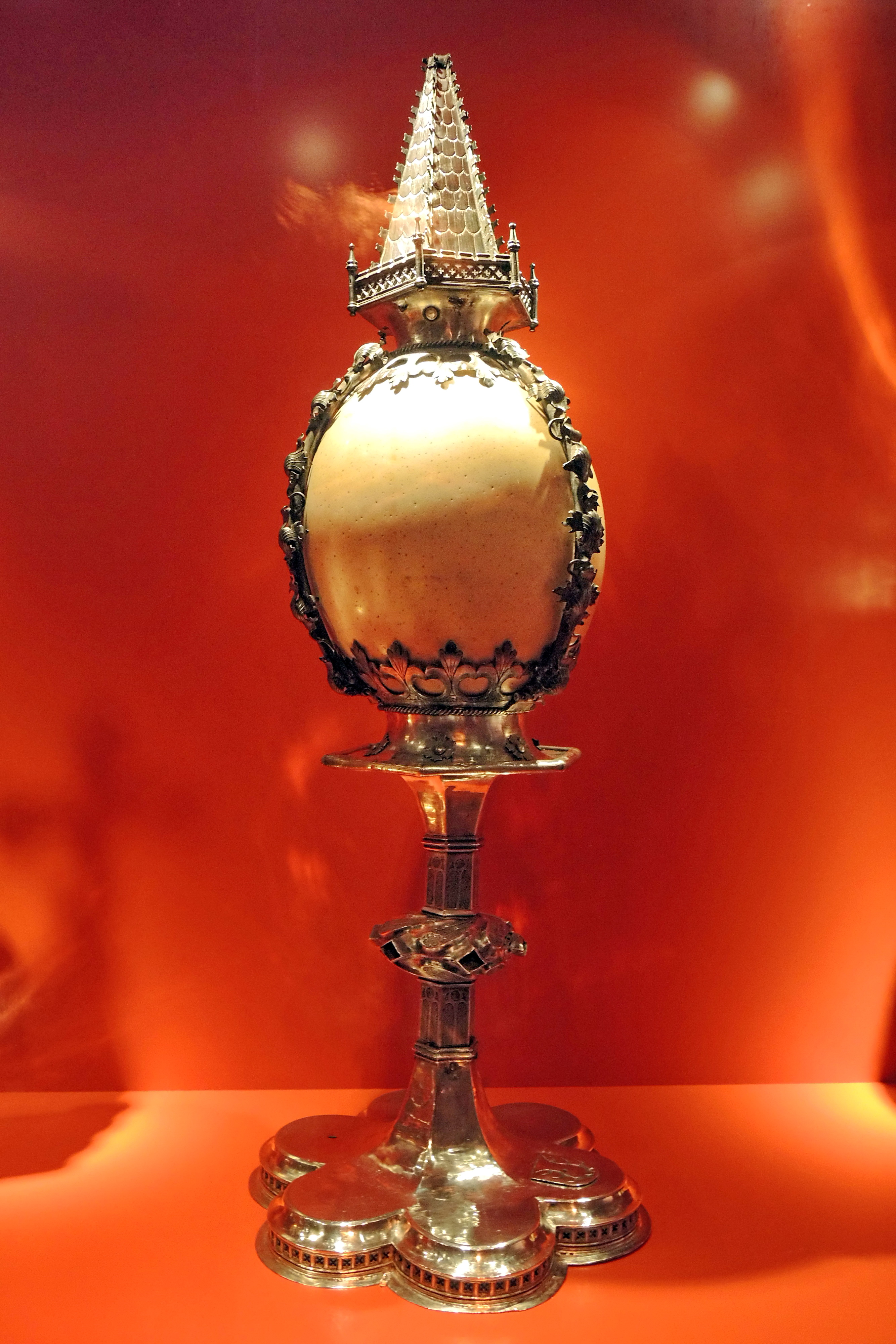
يعتقد ريليكويار التي أعطتها إليزابيث فون ماتش إلى دير روتي في عام 1439، متحف رابيرسويل جونا

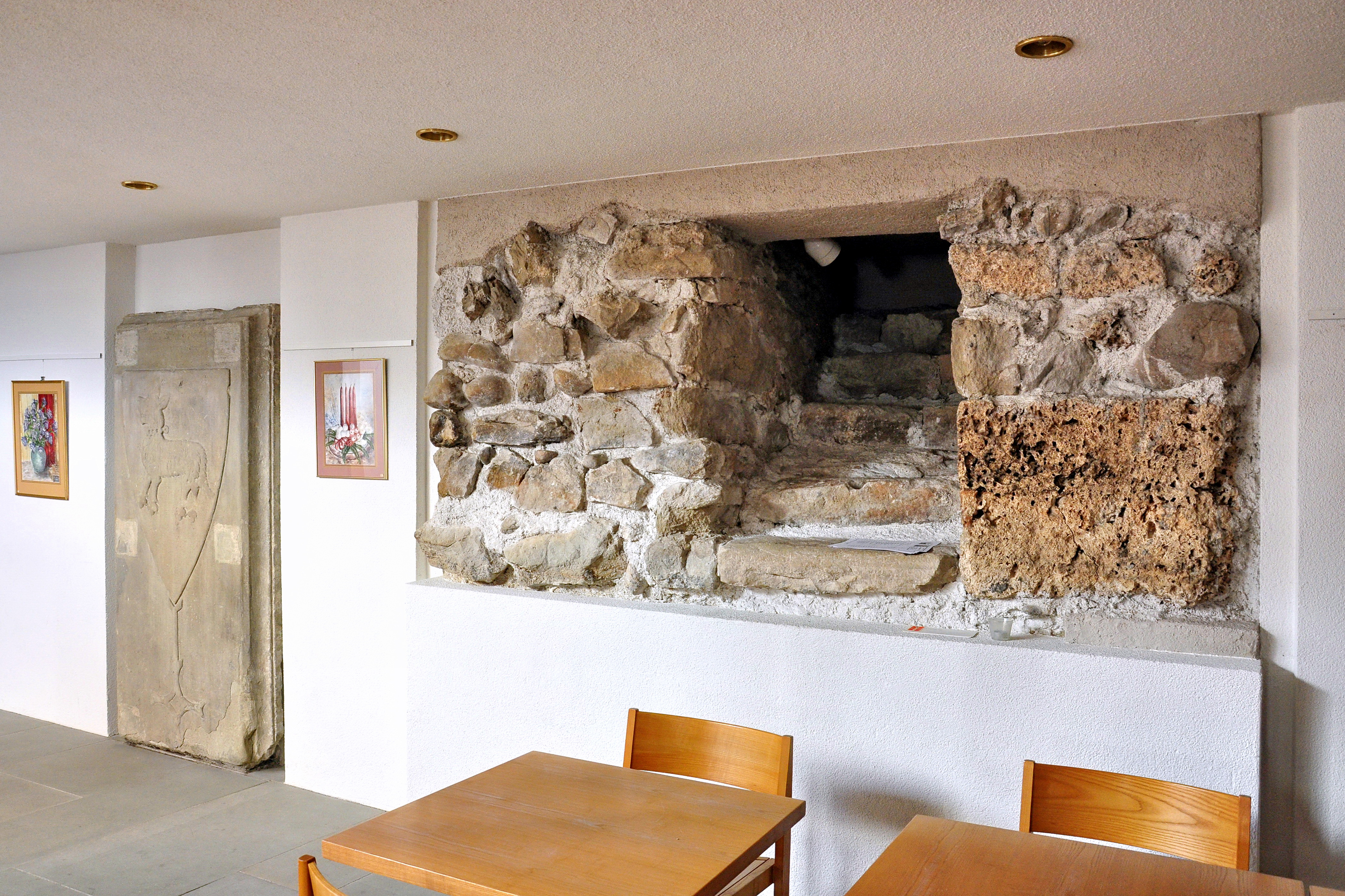
قبو الدفن توغينبورغ

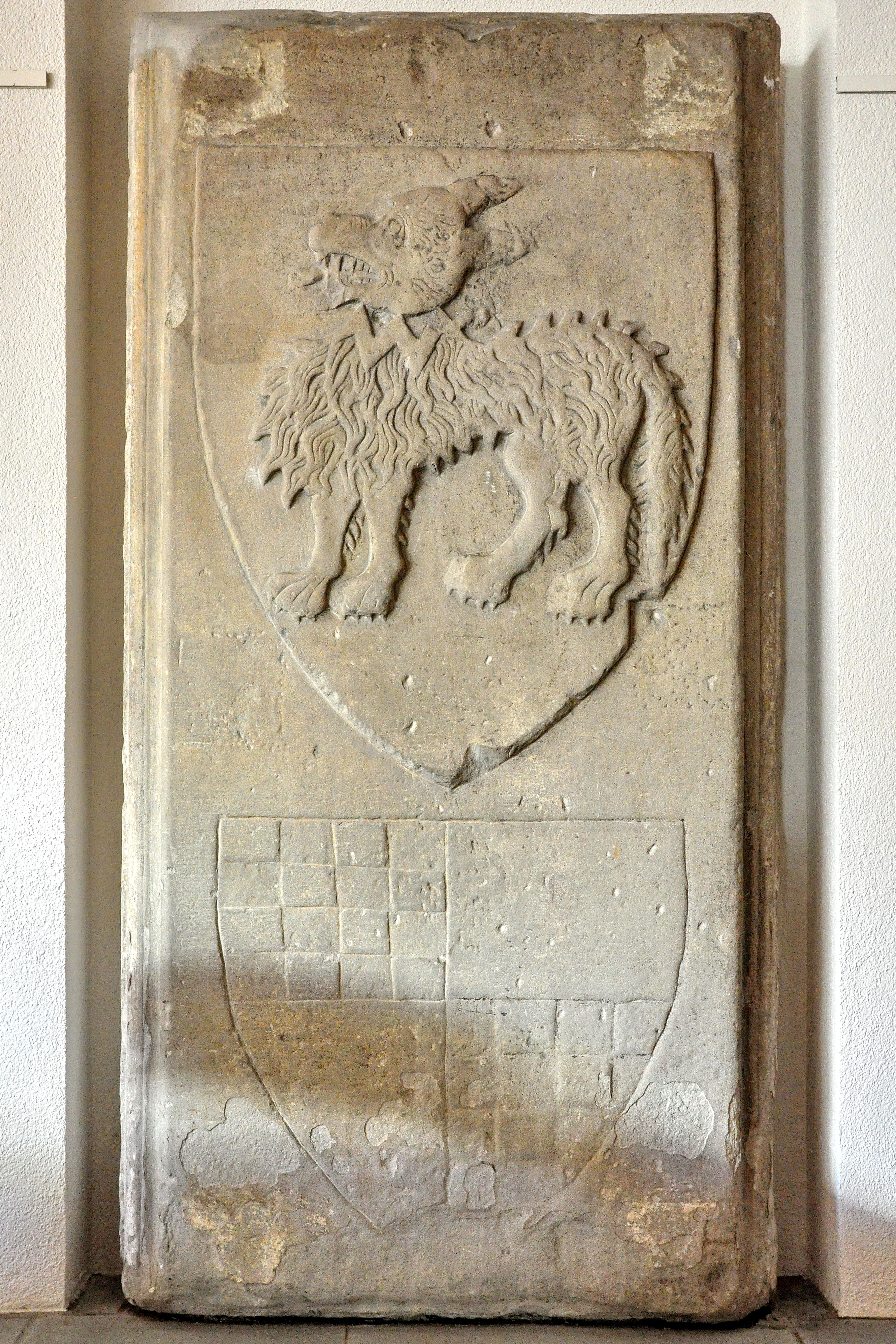
واحدة من حجارة المقابر القليلة المتبقية لعائلة توغينبورغ، توغينبورغإرغروفت أسفل منطقة المدخل الحالي للكنيسة

دفنت أفراد عائلة توغينبورغ في ما يسمى سرداب توغينبورغ، وهو قبو دفن حيث يعتبر اليوم قاعة مدخل الكنيسة. في 23 أبريل 1398، تبرع الكونت دونات فون توجينبرج بكنيسة إلسو كمنفعة لـ أليرهيليجينالتار الجديد في قبر عائلة توغينبورغ، من أجل خلاص روح ابنته مينتا فون توجينبرج التي توفيت قبل ذلك بوقت قصير.
تبرع الكونت فريدريش فون توغينبورغ وهير زو بريتنغو وتافاس إلى "ملكه وخلاص سلفه الذي دُفن ويتوقع أيضًا أن يُدفن" الكنيسة والحقوق والأراضي (كيرشويديم وكيرتشينساتز) في وانجين في دير مارس، مختومة بقلم فريدريش والفرسان هيرمان فون لاندينبيرج ويوهانز فون بونستيتن من أوسترا وهيرمان فون دير هوشينلاندينبرج في 21 يناير 1407. توفي الكونت فريدريش السابع من توغينبورغ في عام 1436 ودُفن على الأرجح في عام 1439 في كنيسة صغيرة، تسمى توجينبرغر كابيل (كابيلا نوفا في لاتير مونستيري دي نوفو كونستروكسيت) التي قدمتها زوجته النبيلة، الكونتيسة إليزابيث فون توجينبرج، ني فون ماتش. في 5 سبتمبر 1439، حرضت إليزابيث فون ماتش على قساوسة لغرض القداس اليومي لفريدريك وخلاصها، ولهذا الغرض ورثت الدير مبلغ 1300 غيلدر راينيش من الذهب والأحجار الكريمة مع الزخارف (زينة بريتيوزا) دير روتي حيث دفن 14 فردًا من العائلة، وربما عاشت الكونتيسة إليزابيث في سنواتها الأخيرة. خلال حياتها، اختارت الكونتيسة إليزابيث الكاهن الذي سيقيم القداس في الكنيسة الجديدة بكنيسة الدير. بعد وفاتها، نصت المؤسسة على أن يقام رئيس الدير وديره قداسًا يوميًا والدوريات المعتادة، وأن يُمنح الكاهن المسؤول مجلسًا ودارًا، بالإضافة إلى عشرة غيلدر راينيش في عيد الميلاد، بتمويل من مؤسسة إليزابيث. كان على رئيس دير أينسيديلن الانتباه إلى الوفاء بهذه الالتزامات وتلقى بهذه الطريقة تأثيرًا على حياة اتفاقية روتي على التوالي، كان لدى الدير دبوس ناسك لدفع خمسين فلورين لعدم الامتثال. صيغت الوثيقة من قبل إيبرهارت فوست فون رابرزويل، كاتب العدل، في 5 سبتمبر 1439 في الساعة 4 مساءً وأكده رئيس الدير يوهانس وأعضاء الدير: بريور يوهانس مورير، النائب يوهانس شيلتكنخت، هاينريش لوري، إرهارد بومغارتر، يوهانس بيرغر وهاينريش ويتنويلر وأولريش كلينجر وأولريش جلارنر.
أمضت إليزابيث كونتيسة توجينبورغ آخر أيامها في دير روتي، وقد ورد ذكرها للمرة الأخيرة في 20 يونيو 1442 بصفتها ساكنتها: إليزابيث فون توغيمبورغ... اختار جراف فريدريش فون توجينبرج والعديد من أسلافه أن يُدفنوا في دير روتي، ولهذا السبب تراجعت هناك ("حصلت أنسير ويسين جينتسليتش في داسيلبي غوتزهوس على زو دينيندي جيزوجين هابين") وانتخبت قبرها لتكون مع زوجها بعد وفاتها. من المحتمل أن تشهد آخر مرة أنها ابتكرت للدير جوهرة تحمل اسمًا محددًا، وهي 1300 غيلدر راينيش حسب 5 سبتمبر 1439 للوحش الكبير مع مغزل تاج المسيح، الوحش الصغير مع إغلاق متصل ("Schlössli") على شكل قلب، وأربعة مكابس مصنوعة من المخمل والدمشقي، وسقفان مزخرفان من الحرير ("Golter") باللونين الأخضر والأحمر، و نسيج حرير ("uffschlag"). الوثيقة مختومة من قبل الكونتيسة إليزابيث والفارس ألبريشت فون لاندينبيرج فون بريتينلاندمبرغ (توسستال).
في 11 يونيو 1443، دمرت القوات الكونفدرالية السويسرية القديمة دير روتي ودنست جثث النبلاء، بما في ذلك الكونت فريدريش السابع الذي حملوه مسؤولية الحرب مع زيوريخ، وقام الزبالون برشق البقايا مثل تلاميذ المدارس مع كرات الثلج.

## تحلل
في 22 أبريل 1525، فر الأباتي فيليكس كلاوسر، ومعه وثائق مهمة وأموال وأجزاء من خزينة الدير، إلى مدينة رابرسويل، حيث توفي في منزل تابع للدير في أوائل عام 1530. في 17 يونيو 1525، بعد الإصلاح في زيورخ، أصبح الدير علمانيًا. تحول ثلاثة من الرهبان إلى البروتستانتية وماتوا في معركة كابيل، وبقي ثلاثة في روتي، وتوفي سيباستيان هيجنر، آخر دير في المنفى في رابرزويل عام 1561. قبل عامين، قررت محكمة تحكيم في رابرزويل من بين أمور أخرى: كان على سيباستيان هيجنر دفع الرسوم التي تمت مصادرتها لمدينة زيورخ، والاستقالة لإعادة دير روتي، وفقًا لقرار من مجلس مسيحي وإصلاح مشترك، واضطر هيجنر إلى إجبار رئيس دير رايشناو على تسليم جميع الوثائق المتعلقة بدير روتي. في المقابل، تعهدت مدينة زيورخ بسلوك آمن داخل منطقة مدينة جمهورية زيورخ والحفاظ على هيغنر من الأذى وإعادة جميع الممتلكات إلى سيباستيان هيغنر. وافق مجلس مدينة زيورخ أيضًا على دفع الذرة والنبيذ عينيًا ومبلغ 35 جيلدر في عيد الميلاد في منزله الجديد في رابيرسويل. ختمت الوثيقة من قبل لوكس ريتر، بديل شولثيس من مدينة لوزيرن، وكريستوفيل شورنو، وكيل الشرطة والممثل العسكري في شويز، وغيلج تشودي، لاندامان في جلاروس، في 26 يناير 1559.

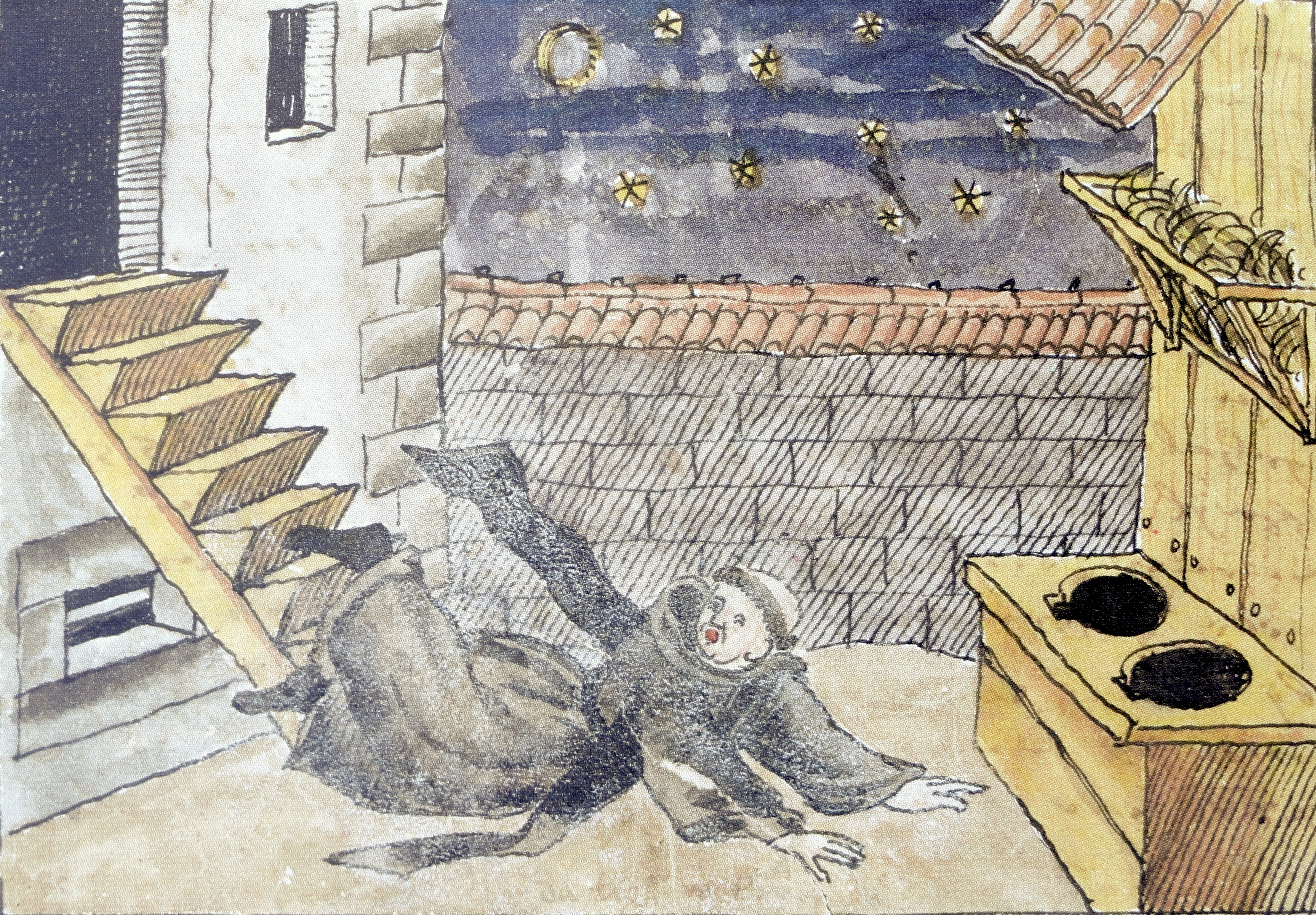
سقط سيباستيان هيجنر، آخر أعضاء الدير على قيد الحياة، ومات في رابرزويل في 10 نوفمبر 1561

خزنة الدير، التي تُركت في رابيرسويل، محفوظة اليوم في متحف مدينة رابيرسويل. تمت إدارة العدد الهائل من عقارات الدير السابق، حوالي 185 موقعًا في شمال شرق سويسرا بأسم أمت روتي من قبل أمتمان (عضو في حكومة مدينة زيورخ) حتى عام 1798. بعد الإصلاح في زيورخ، حصلت روتي على واحدة من أولى المدارس العامة في كانتون زيورخ، أنشأها المصلحون نبوءة وبعض رهبان الدير السابقين.

## قائمة الدير

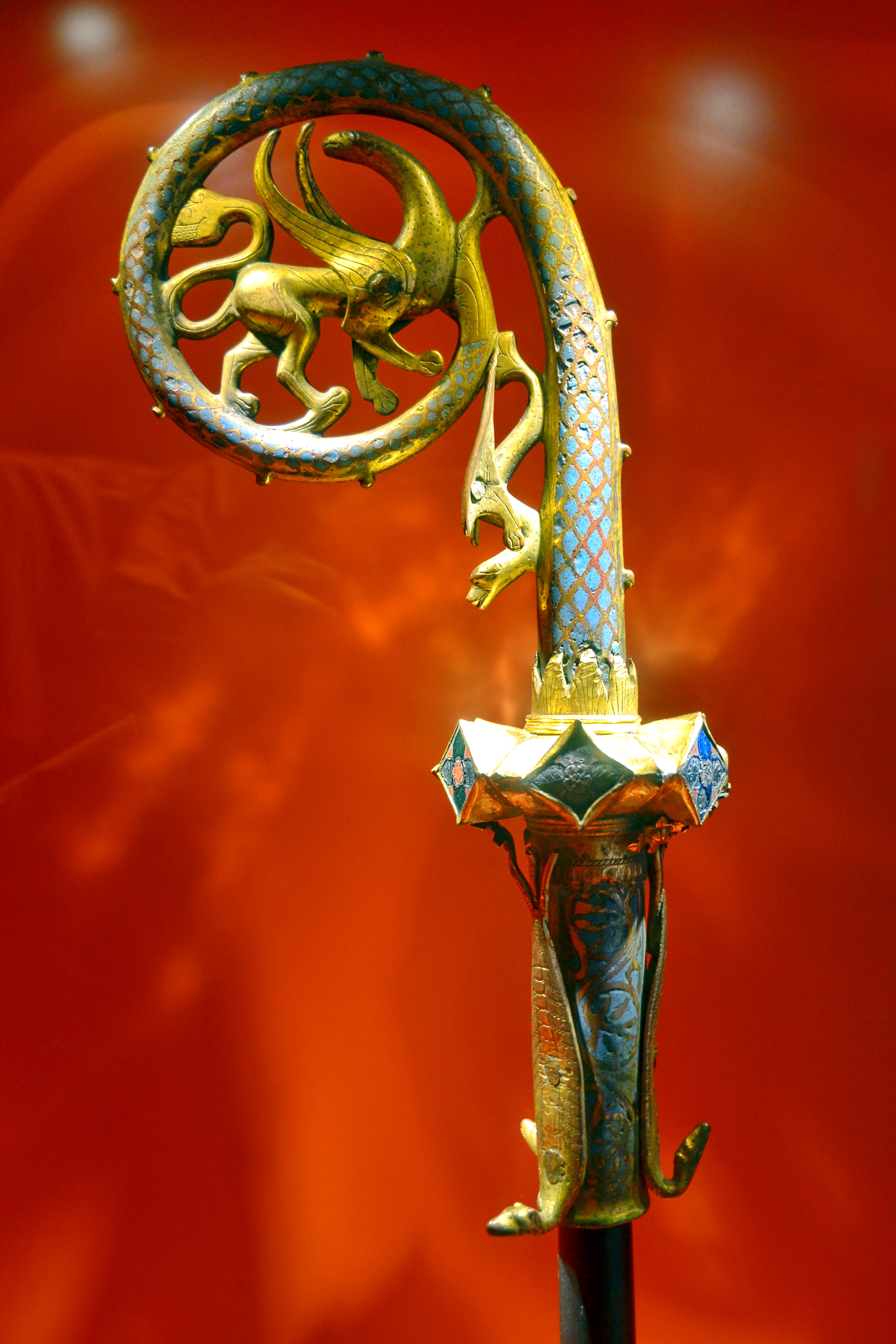
كروزير أبوت، خزانة دير روتي السابق في متحف رابيرسويل

|     | الاسم                          | تصرف كـ     | من / إلى         | ملاحظات                                                                                                  |
| --- | ------------------------------ | ----------- | ---------------- | --- |
| 1.  | أولريش                         | عميد        | 1206-1221        | |
| 2.  | لوثر                           | قبل، عميد   | 1221-1224        | |
| 3.  | إبرهارد                        | عميد        | 1224-1226        | |
| 4.  | بيرشتولد                       | الاباتي     | 1226-1237        | |
| 5.  | أولريش الثاني.                 | عميد        | 1237-1257        | |
| 6.  | هاينريش آي.                    | الاباتي     | 1259-1266        | |
| 7.  | ويرنر                          | قبل الأباتي | 1272 (؟)         | |
| 8.  | هاينريش الثاني.                | الاباتي     |                  | |
| 9.  | فالتر                          | الاباتي     | 1279 - 1283      | |
| 10. | يوهانس آي فون راينفيلدن        | الاباتي     | 1286-1300        | |
| 11. | يوهانس الثاني.                 | الاباتي     | من 1300 إلى 1317 | |
| 12. | هيسو                           | الاباتي     | 1342-1319        | |
| 13. | هاينريش الثالث. فون شافهاوزن   | الاباتي     | 1346 - 1379      | |
| 14. | بيلجيري (برجرينوس) فون واجنبرج | الاباتي     | من 1379 إلى 1394 | |
| 15. | جوتفريد (جوتز) شولثيس          | الاباتي     | 1394-1422        | |
| 16. | ألبريشت (ألبرتوس)              | الاباتي     | 1422-1426        | |
| 17. | يوهانس الثالث. زينغ            | الاباتي     | 1428-1446        | |
| 18. | يوهانس الرابع. القاتل          | الاباتي     | 1446-1467        | |
| 19. | أولريش تينينبيرج               | الاباتي     | 1467-1477        | |
| 20. | ماركوس (ماركس) ويلر            | الاباتي     | 1477-1502        | بدأ الزخرفة الداخلية لجوقة كنيسة روتي الإصلاحية                                                          |
| 21. | فيليكس كلاوزر                  | الاباتي     | 1503-1525        | توفي فيليكس كلاوزر في أوائل عام 1530. اختير أندرياس دينر خلفًا له، في 5 أبريل 1530، لكن إلغيت الانتخابات. |

## البنايات

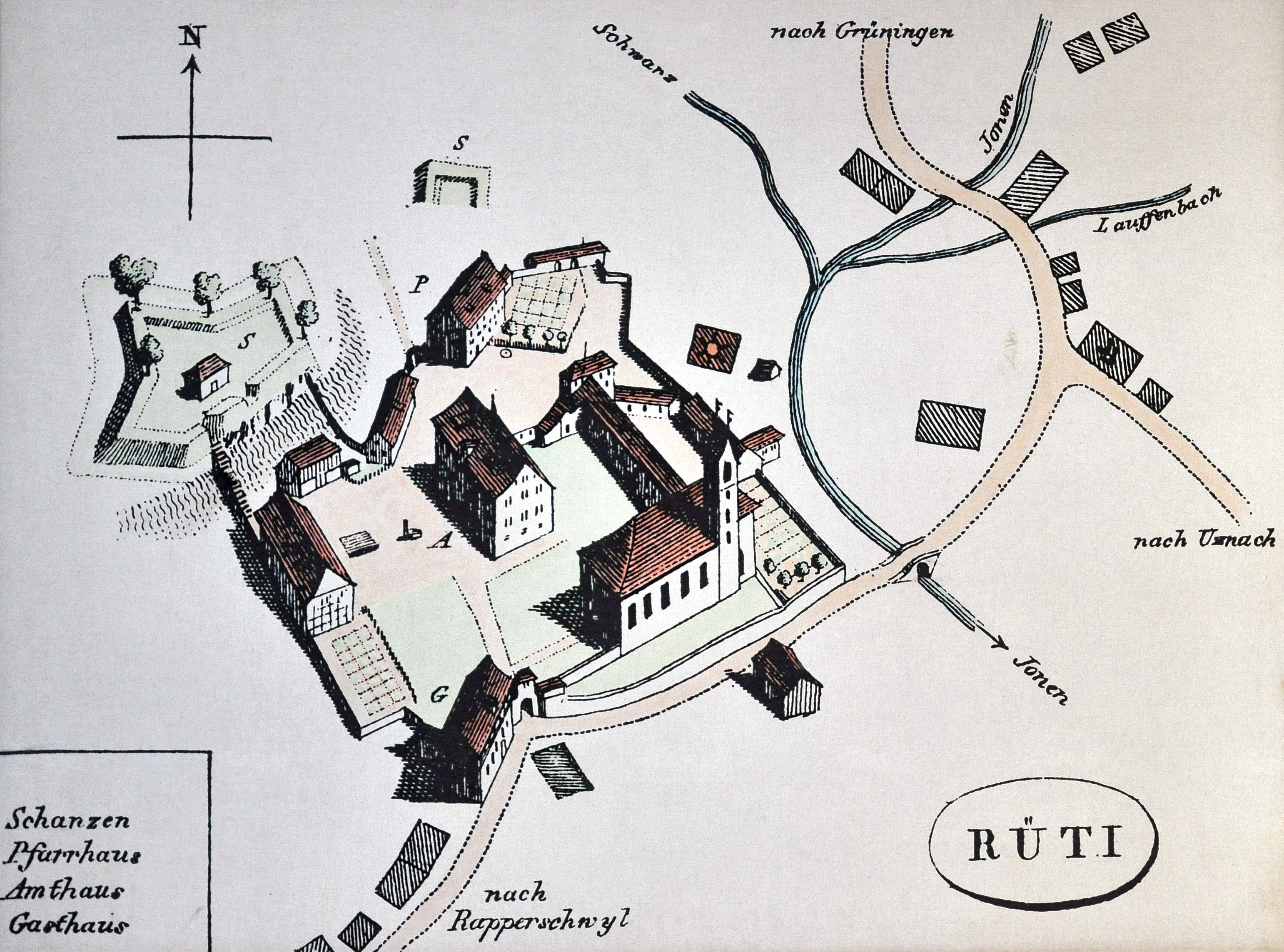
خريطة الدير (1800)

كان الدير يتألف من مستشفى، ودار حجاج، واسطبلات، ومباني للرهبان، ودير يربط بين المباني المحمية بجدار حجري، وعدد كبير من الأبنية الإضافية، من بينها طاحونة واحدة على الأقل كانت تستخدم القوة المائية. نهري شوارتز وجونا.
بنى الهيكل الحالي لكنيسة الدير السابقة، اعتبارًا من اليوم الكنيسة الإصلاحية في روتي، من عام 1206 إلى 1283 وأعيد بناؤها في عام 1706 ومرة أخرى في عام 1770. الكنيسة لها برج واحد في الجنوب. زين الجزء الداخلي بالجص الملون الذي إنشئ في 1480 / 90s.
دمرت النيران معظم مباني الدير عام 1706. ربما بنى المباني المتبقية في أوائل القرن السادس عشر: ما يسمى "سبيتزرليجينشافت" (مستقر ومستودع) وفارهاوس (بيت القسيس). أعيد بناء أمثاوس (منزل مامور) في عام 1706 ويعمل كمكتبة، روضة أطفال، كمتحف للتاريخ المحلي وموقع لأرشيف بلدية روتي، واستخدمت كنيسة روتي الحالية ككنيسة إصلاحية لبلدية روتي وقرية طان.

## حماية
سردت الهياكل المتبقية من دير روتي الإصلاحية والمباني الثلاثة المتعلقة بالدير في الجرد السويسري للممتلكات الثقافية ذات الأهمية الوطنية والإقليمية ككائن من الدرجة الأولى.

## روابط خارجية
- Alfred Zangger: Rüti (ZH, Kloster) بالألمانية وبالفرنسية وبالإيطالية من قاموس سويسرا التاريخي على الإنترنت، 26 November 2010.
- Evangelisch-reformierte Kirchgemeinde روتي نسخة محفوظة 30 سبتمبر 2017 على موقع واي باك مشين. (بالألمانية)
- بريمنستراتينسيان Order (بالألمانية)
- بريمنستراتينسيان travel guide (بالألمانية)